# 小川治兵衛
七代小川 治兵衛（おがわ じへえ、万延元年4月5日〈1860年5月25日〉 - 昭和8年〈1933年〉12月2日）は、近代日本庭園の先駆者とされる作庭家、庭師。通称植治（屋号）。

## 足跡
宝暦年間より続く植木屋治兵衛中興の祖・七代目小川治兵衞は、幼名を源之助といい、山城国乙訓郡神足村（現在の京都府長岡京市）に生まれた。明治10年（1877年）に六代目小川治兵衛の養子になり、明治12年（1879年）に七代目小川治兵衛を襲名。
植治は、明治初期、京都東山・南禅寺界隈に新たに形成された別荘地において、東山の借景と琵琶湖疏水の引き込みを活かした近代的日本庭園群（南禅寺界隈疏水園池群）を手掛けたことで名高い。琵琶湖疏水は計画段階では工業動力としての水車に用いることが期待されていたものの、その後、工業動力としては水力発電が採用され、明治23年（1890年）に疏水が完成した時には水車用水としての用途はなくなっていたのである。明治27年、植治は並河靖之邸の七宝焼き工房に研磨用として引きこんだ疏水を庭園に引く。次いで山縣有朋の求めに応じて、庭園用を主目的として疏水を引きこんだ無鄰菴の作庭を行う。これを草分けとして、植治は自然の景観と躍動的な水の流れをくみこんだ自然主義的な近代日本庭園を数多く手がけて、それらを設計段階から資材調達、施工、維持管理まで総合的に引き受けていく。
植治の作庭には、平安神宮、円山公園、無鄰庵（山縣有朋別邸）、清風荘.（西園寺公望別邸）、対龍山荘（市田弥一郎邸）など国の名勝に指定されたものも多く、他に旧古河庭園、京都博物館前庭、野村碧雲荘、住友家（有芳園・茶臼山邸・鰻谷邸・住吉・東京市兵町邸）・三井家・岩崎家・細川家の各庭園など数多くの名庭を残す。そのほか、京都御苑と京都御所、修学院離宮、桂離宮、二条城、清水寺、南禅寺、妙心寺、法然院、青蓮院、仁和寺等の作庭および修景、大正元年御大典挙行のための京都御所御苑改造や桂離宮、修学院離宮、二条離宮庭園らの改造、大正三年と昭和二年の各大嘗祭悠紀・主基両殿柴垣や周囲築堤も拝命し手がけた。
昭和8年（1933年）12月2日、74歳で没した。墓は仏光寺本廟の境内の西南隅、小川家一族の墓域内にある。

## 著名な作庭園

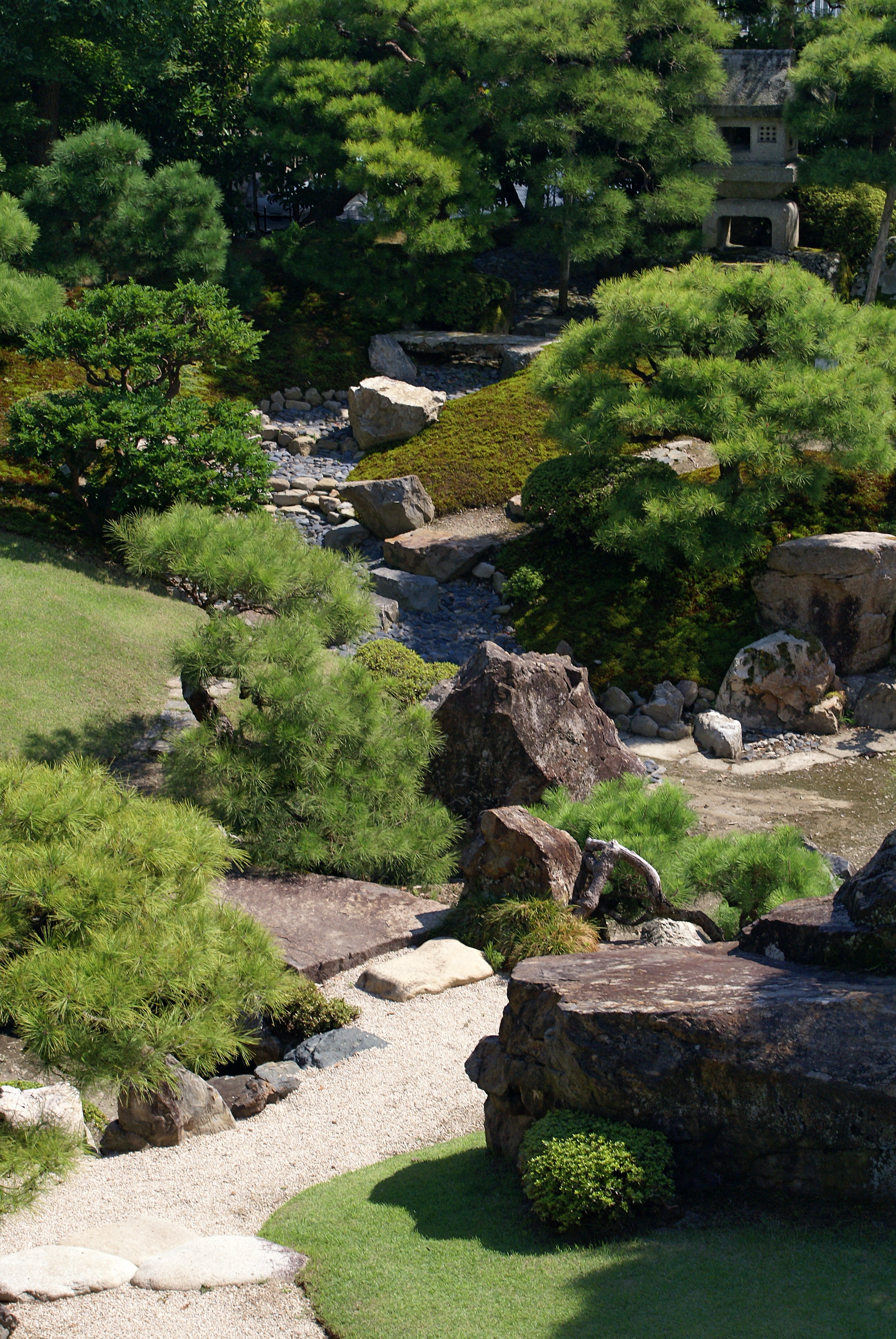
慶雲館庭園

### 国の名勝
- 無鄰菴（山縣有朋別邸） - 京都府京都市[5][6][7]
- 平安神宮神苑 - 京都府京都市[8][9]
- 対龍山荘庭園 - 京都府京都市[10]
- 清風荘（旧西園寺公望邸） - 京都市左京区[11]
- 円山公園 - 京都府京都市[12]
- 慶雲館庭園 - 滋賀県長浜市
- 旧古河庭園（和洋折衷、洋風の部分はジョサイア・コンドル） - 東京都北区[13]

### その他
- 真々庵（旧松下幸之助別邸）- 京都市東山区、京都府指定文化財
- 居然亭（第4代中井三郎兵衛別邸) - 京都市左京区、京都市指定文化財[14][15]
- 慶沢園（旧住友家本邸庭園） - 大阪市天王寺区、大阪市指定文化財[16]
- 国際文化会館日本庭園（旧岩崎家鳥居坂別邸） - 東京都港区、港区指定名勝[17]
- 並河靖之七宝記念館庭園（旧並河靖之邸宅工房跡） - 京都市東山区
- 八坂神社神苑 - 京都府京都市
- 碧雲荘（得庵野村徳七別荘）
- 旧岩崎家熱海別邸（陽和潤）庭園 - 静岡県熱海市
- 扇湖山荘（旧長尾欽彌別邸）- 神奈川県鎌倉市[18]
- 浮月楼庭園（徳川慶喜屋敷跡） - 静岡県静岡市
- 京都国立博物館庭園 - 京都府京都市
- 京都阪口庭園 （旧霊鷲山荘庭園）- 京都市東山区
- 何有荘（かいうそう）（旧稲畑勝太郎邸）- 京都市左京区
- 稲畑和楽庵 - 京都市[19]
- 住友鹿ケ谷別荘有芳園 - 京都市左京区
- 京都市京セラ美術館庭園（旧京都市商品陳列所庭園） - 京都市左京区[20]
- 楽々荘（旧田中源太郎邸庭園） - 京都府亀岡市
- 大原邸 三楽苑- 京都市
- 大原別邸 - 神戸市
- 旧堀江別邸（現堀江オルゴール博物館） - 兵庫県西宮市苦楽園[21]
- 東寺小子房庭園 - 京都市
- 高山寺遺香庵庭園 - 1931年、京都市右京区、京都市指定名勝
- 高台寺土井庭園 - 京都市
- 仁和寺庭園 - 京都市
- 大徳寺庭園 - 京都市[22]
- 智水庵庭園（横山隆興別邸） - 京都市
- 光雲寺庭園 - 京都市
- 清水家十牛庵庭園 - 京都市
- 怡園（旧細川護立別邸） - 京都市
- 白河院庭園 - 京都市左京区
- 流響院庭園（織寶苑、旧塚本弥三次邸・岩崎京都別邸、植治と長男「白楊」こと保太郎作） - 京都市左京区
- 旧上田秋成邸庭園（現・京料理とお庭の宿 八千代） - 京都市左京区[23]
- 看松居庭園（旧山中定次郎邸庭園、現 桜鶴苑） - 京都市左京区[24]
- 洛翠庭園（旧藤田小太郎邸庭園） - 京都市左京区
- 高瀬川源流庭苑（旧角倉了以邸・山縣有朋別邸 現がんこ高瀬川二条苑） - 京都市中京区
- ウェスティン都ホテル京都葵殿庭園および佳水園庭園（佳水園は白楊） - 京都市東山区
- 辻家庭園（旧加賀藩家老・横山家庭園） - 石川県金沢市、金沢市指定名勝[25]

## 植治
植治の屋号は現在に至るまで代々「小川治兵衞」の名前を受け継いでいる。とくに写真にある7代目の作庭は有名であるが、しかし実際には、7代目作とされる庭も8代目、9代目により製作されたものもあり、混同されているまま現在に伝わる。当時は、京都御所、桂離宮、二条城や市内街路樹などの手入れも植治で行い、東京の岩崎邸の修景なども手掛けている。
現在は、植治11代小川治兵衞を当主とし、長男小川勝章が12代目として御庭植治、三男小川智啓が13代目として造園植治を代表し、その伝統と技を継承している。

## 関連文献

### 伝記
- 尼崎博正『七代目小川治兵衛 山紫水明の都にかへさねば』ミネルヴァ書房〈ミネルヴァ日本評伝選〉、2012年 ISBN 4623062856
- 鈴木博之『庭師小川治兵衛とその時代』東京大学出版会、2013年 ISBN 4130638114
- 京都府立図書館で知る七代目小川治兵衛植治の庭 平成23年6月24日 (PDF)  京都府立図書館
- 「植治の庭」を歩いてみませんか 洛翠庭園 無鄰菴庭園    白川書院  ISBN 478670041X